# Eupoecilaema
Genre
Eupoecilaema est un genre d'opilions laniatores de la famille des Cosmetidae.

## Distribution
Les espèces de ce genre se rencontrent en Amérique du Sud et en Amérique centrale.

## Liste des espèces
Selon World Catalogue of Opiliones (23/07/2021) :
- Eupoecilaema lacteatum Roewer, 1928
- Eupoecilaema magnum Roewer, 1933
- Eupoecilaema megaypsilon Piza, 1938
- Eupoecilaema notatum Roewer, 1928
- Eupoecilaema ornatum Roewer, 1917
- Eupoecilaema panamaense Goodnight & Goodnight, 1947
- Eupoecilaema perducens Roewer, 1947
- Eupoecilaema quadriovale Roewer, 1947

## Publication originale
- Roewer, 1917 : « 52 neue Opilioniden. » Archiv für Naturgeschichte, vol. 82, no 2, p. 90–158 (texte intégral).